# Jean Groix
Pour les articles homonymes, voir Groix (homonymie).
Jean-Yves Joseph Marie Groix, né le 27 janvier 1950 à Hennebont et mort le 27 janvier 1991 à la prison de Fresnes, est un militant politique, membre de l'Union démocratique bretonne (UDB).

## Origines et engagement
Il est né dans une famille d'agriculteurs d'Hennebont. Il obtient le baccalauréat (mention bien) en 1968, échoue au concours d'entrée de l'école vétérinaire française l'année suivante et devient docteur vétérinaire en 1976 après des études en Belgique. Ce diplôme étranger n'est pas reconnu par l'ordre régional des vétérinaires quand il s'installe à Aigrefeuille-sur-Maine en 1981, après avoir été salarié dans le secteur. Ce conflit se termine en 1982, après une évolution juridique. Il devient entièrement bilingue français-breton.
Il adhère à l'Union démocratique bretonne (UDB) et en devient secrétaire de la commission agriculture. Membre du comité fédéral de l'UDB du Morbihan, il est candidat aux législatives de mars 1978 dans la sixième circonscription du Morbihan (Hennebont - Le Faouët), auxquelles il obtient 1,89 % des voix. Il est ensuite candidat aux élections cantonales françaises de 1985 à Aigrefeuille-sur-Maine en Loire-Atlantique où il obtient 8,52 % des suffrages exprimés, ce qui constitue aujourd'hui encore le meilleur résultat électoral de l'UDB à des cantonales en Loire-Atlantique. Il est un moment pressenti pour intégrer la liste conduite par Jacques Floch à Rezé aux élections municipales françaises de 1989 pendant lesquelles des membres de l'UDB sont élus dans l'agglomération nantaise ; cela n'a pas lieu en raison de soucis de santé (il avait déjà été réformé pour le même motif).

## L'affaire Groix
Le 29 novembre 1990, il est arrêté, à la suite de l'interpellation de trois militants basques espagnols en situation irrégulière, membres d'ETA, à son cabinet (plus précisément dans les pièces au-dessus, qu'il possède).
Les Basques se rendent sans résistance ; ils détiennent deux pistolets, un pistolet-mitrailleur et des éléments pouvant participer à la fabrication d'explosifs ; ces objets sont d'encombrement réduit. La presse parle d’« arsenal » et de « cache d'armes ».
L'UDB, mise en cause par la presse, et hostile depuis le retour de la démocratie en Espagne à un soutien logistique à la lutte armée de l’ETA, précise par l'intermédiaire de Michel François, conseiller municipal (nantais de 1989 à 2001 et herblinois de 2008 à 2014) que « Jean Groix ne peut avoir agi qu'à titre personnel. » Le parti prend néanmoins en charge financièrement la défense de son militant. En 1992-1993, une centaine de Bretons sont interrogés par la police pour l'hébergement supposé de clandestins membres d'ETA. Le parti Emgann et le Mouvement d'insoumission bretonne d'Alan Coraud soutiennent également Jean Groix et les Basques. 
Il est par la suite cité dans la presse dans le cadre de l'enquête sur l'enlèvement et le meurtre de la jeune Natacha Danais, 13 ans. Il habitait en face du domicile de l'adolescente et possédait une fourgonnette blanche similaire à celle que la sœur de Natacha pensait avoir vue. Après plusieurs jours de vérification, les enquêteurs dissocient les deux affaires. « L'amalgame subsiste » cependant.
La police a reconnu en 2004, la présence de Michel Fourniret et de sa compagne à Nantes à la même époque. Tous deux sont mis en examen dans ce dossier qui avait été refermé en 1993. Michel Fourniret a reconnu l'enlèvement (avec son véhicule, une fourgonnette qui ressemblait à celle que possédait Jean Groix) et le meurtre de la fillette. Plusieurs fois reporté, leur procès s'est ouvert finalement devant la cour d'assises des Ardennes à Charleville-Mézières le 27 mars 2008. Michel Fourniret et son épouse ont été condamnés pour cela (et pour d'autres crimes similaires) ; ils n'ont pas fait appel du jugement prononcé le 28 mai 2008.
Jean Groix est mis en examen et placé en détention provisoire en région parisienne pour association de malfaiteurs en relation avec une entreprise terroriste et aide au séjour irrégulier d'étrangers. Plusieurs personnes (dont Groix et les trois Basques) sont placées en garde à vue 96 heures pendant lesquelles elles n'ont pas pu dormir (car fort éclairage et interrogatoire quasi continu). Il se suicide, selon les autorités, en prison le 27 janvier 1991, jour de son 41e anniversaire. Le rapport d'autopsie n'a pas été communiqué à la famille qui l'avait pourtant demandé dans plusieurs courriers. Un des Basques meurt également en prison d'un problème de santé. 
À la suite de ce suicide, l'Union démocratique bretonne organise une manifestation au cimetière Miséricorde à Nantes.
À l'occasion du procès de Michel Fourniret et de sa compagne, le quotidien français Ouest-France voit en lui « aussi une victime de Michel Fourniret ». Dans le quotidien belge Le Soir, Marc Metdepenningen affirme : « Jean Groix aurait mérité d’être publiquement réhabilité en audience », en déplorant que sa mémoire n'ait pas « été réhabilitée par la cour d’assises des Ardennes.  Son nom a été brièvement évoqué.  Son suicide, en 1991, a été évoqué comme une anecdote de l’enquête menée sur la mort de la fillette de 13 ans mise à mort par Fourniret ». Le mensuel Le Peuple breton a quant à lui rendu hommage à Jean Groix dans ses numéros de mai 2008 et juin 2008.